# (473135) 2015 KK2
(473135) 2015 KK2 es un asteroide perteneciente al cinturón de asteroides, descubierto el 18 de diciembre de 2009 por el equipo del Mount Lemmon Survey desde el Observatorio del Monte Lemmon, Arizona, Estados Unidos.

## Designación y nombre
Designado provisionalmente como 2015 KK2.

## Características orbitales
2015 KK2 está situado a una distancia media del Sol de 2,626 ua, pudiendo alejarse hasta 2,889 ua y acercarse hasta 2,363 ua. Su excentricidad es 0,100 y la inclinación orbital 11,40 grados. Emplea 1554 días en completar una órbita alrededor del Sol.

## Características físicas
La magnitud absoluta de 2015 KK2 es 16,4. Tiene 3,055 km de diámetro y su albedo se estima en 0,063.